# Josef Shaked
Josef Shaked (23. September 1929 in Kisvárda – 21. November 2021) war ein österreichischer Psychoanalytiker, Gruppenanalytiker, Psychiater, Honorarprofessor an der Alpen-Adria-Universität Klagenfurt und Mitbegründer der Internationalen Arbeitsgemeinschaft für Gruppenanalyse. Er lebte und arbeitete in Wien. Shaked war Vorsitzender und danach Ehrenpräsident des Wiener Arbeitskreises für Psychoanalyse.

## Leben
Josef Shaked war jüdischer Herkunft; in den 1930er Jahren zog die Familie nach Palästina. Er kämpfte im Israelischen Unabhängigkeitskrieg und ging danach zum Medizin-Studium nach New York. Im Jahr 1955 ging er nach Wien, da er die Lebenshaltungskosten in New York nicht mehr aufbringen konnte. Hier machte er eine Lehranalyse bei Igor Caruso. Josef Shaked hatte sich bereits als Jugendlicher für die Werke Sigmund Freuds interessiert und den Entschluss gefasst, Psychoanalytiker zu werden. Seine psychiatrische Facharztausbildung absolvierte er im Gugging. Danach wurde er Leiter der psychotherapeutischen Ambulanz der Wiener Gebietskrankenkasse; ab 1975 hatte er eine eigene Praxis. Er verstarb am 21. November 2021. Er wurde am Gersthofer Friedhof bestattet.

## Wirken
Shaked hat 1976 gemeinsam mit Alice Ricciardi und Michael Hayne die gruppenanalytischen Fortbildungs-Workshops der Internationalen Arbeitsgemeinschaft für Gruppenanalyse in Altaussee gegründet, leitete dort über mehr als dreißig Jahre alle Großgruppen und leitete in Wien die gruppenanalytische Ausbildung am ÖAGG. Josef Shaked war Mitglied der Group Analytic Society (London) und Ehrenmitglied des Deutschen Arbeitskreises für Gruppenpsychotherapie und Gruppendynamik (DAGG). Ab 2007 war er – gemeinsam mit Wolfgang Martin Roth – Herausgeber des Österreichischen Jahrbuches für Gruppenanalyse.
Shaked machte die Leitung der Großgruppe und ihre intellektuelle Durchdringung zu seiner Lebensaufgabe. Seine Erfahrungen vermittelte er in seiner Leiterfunktion, in Vorträgen und in Publikationen. Er war der Erste, der Großgruppen im deutschen Sprachraum für Zwecke der Selbsterfahrung und Ausbildung etablierte.
Shaked war eine prägende Persönlichkeit für mehrere Generationen von Psychoanalytikern.

„Die Gruppe interessiert mich aus einem besonderen Grund: wegen des Phänomens der Massenpsychologie. Die Psychoanalyse hat angesichts der Massenpsychologie versagt. Wenn man sieht, wie blauäugig und völlig unwissend die Psychoanalytiker reagiert haben auf Hitler in Deutschland und Österreich und wie sie das zum Teil noch immer bei diesem Thema tun, das hat mich immer sehr geängstigt. Das war mein Motiv, mich mit der Gruppe zu beschäftigen, und das war auch ein Grund, warum ich zur analytischen Großgruppe gekommen bin. Mein persönliches Motiv war Angst, wie zivilisierte Menschen derart entfesselt sein können.“

Zu Ehren von Josef Shakeds 80. Geburtstag veranstaltete die ÖAGG im November 2009 ein dreitägiges Symposium mit dem Titel Die analytische Großgruppe, an dem bedeutende Gruppenanalytiker aus ganz Europa teilnahmen, u. a. Mohammad Ardjomandi, Rainer Danzinger, Earl Hopper, Thor Kristian Island und Gerhard Wilke.

## Schriften
- Die psychoanalytische Großgruppe. In: Gruppenpsychotherapie und Gruppendynamik. Bd. 25, 1989, S. 252–259.
- Die psychoanalytische Großgruppe: Freudiansische und Kleinianische Ansätze. In: Gruppenpsychotherapie und Gruppendynamik. Bd. 29, 1993, S. 4–20.
- Die analytische Großgruppe ein Experiment in Massenpsychologie. In: Gruppenanalyse. Bd. 4, H. 1, 1994, S. 31–36.
- Modelle der Gruppenpsychotherapie: Psychoanalytische Gruppentherapie und Gruppenarbeit. In: Hochgerner/Wildberger (Hrsg.): Die Gruppe in der Psychotherapie. Beiträge aus der Sicht sieben psychotherapeutischer Methoden und spezifische Anwendungsweisen. Wien 1994, S. 62–70
- Wechselwirkungen zwischen den Kleingruppen und der Großgruppe in einer Ausbildungssituation. In: Gruppenanalyse. Bd. 4, H. 2, 1994, S. 119–134.
- Die Abwehr des Machtproblems in der institutionalisierten Psychoanalyse und ihr theoretischer Hintergrund. In: Freie Assoziation. Bd. 3, H. 3, 2000, S. 329–348.
- Vorwort. In: Igor A. Caruso: Die Trennung der Liebenden: Eine Phänomenologie des Todes. Wien 2001.
- Erfahrungen mit interkulturellen Grossgruppen. In: Pritz/Vykoukal (Hrsg.): Gruppenpsychoanalyse. Wien 2001, 251–260.
- Der Witz in der analytischen Gruppenarbeit. In: Fallend, Karl (Hg.): Witz und Psychoanalyse: Internationale Sichtweisen. Sigmund Freud revisited. Studienverlag, Innsbruck 2006, S. 209–218.
- hrsg. mit Wolfgang Martin Roth: Transkulturelles Zusammenleben: Gruppenanalytische Perspektiven im Zeitalter der Globalisierung (= Österreichisches Jahrbuch für Gruppenanalyse. Bd. 1). Facultas, Wien 2007.
- Ein Leben im Zeichen der Psychoanalyse. Psychosozial-Verlag, Gießen 2011, ISBN 978-3-8379-2099-4.